# Triphleba politifrons
Triphleba politifrons är en tvåvingeart som först beskrevs av Borgmeier 1966.  Triphleba politifrons ingår i släktet Triphleba och familjen puckelflugor.
Artens utbredningsområde är Minnesota. Inga underarter finns listade i Catalogue of Life.